# Podalonia mexicana
Podalonia mexicana är en biart som först beskrevs av De Saussure 1867.  Podalonia mexicana ingår i släktet Podalonia och familjen grävsteklar. Inga underarter finns listade i Catalogue of Life.